# Monte Nitzkowski
Kenneth Monfore „Monte“ Nitzkowski (* 7. September 1929 in Pasadena, Kalifornien; † 28. Juli 2016 in Huntington Beach, Kalifornien) war ein Schwimmer, Wasserballspieler und Wasserballtrainer aus den Vereinigten Staaten.

## Karriere
Monte Nitzkowski besuchte zunächst die Huntington Beach High School und dann das Fullerton Junior College, wo er auch in der Wasserballmannschaft spielte. Dann wechselte Nitzkowski an die University of California, Los Angeles und war dort als Schwimmer und als Wasserballspieler aktiv. Nitzkowski graduierte 1951 an der UCLA und gehörte dann zu einer Gruppe von insgesamt 12 Sportlern in der United States Navy, die während des Koreakrieges zum Training für die Olympischen Spiele 1952 freigestellt wurden. Bei den Olympischen Sommerspielen 1952 in Helsinki erreichten alle drei Schwimmer aus den Vereinigten Staaten das Halbfinale über 200 Meter Brust, aber nur Bowen Stassforth kam auch in den Endlauf. Jerry Holan schied als Neunter des Halbfinales aus, Monte Nitzkowski als Elfter. Nach seinem Militärdienst bei der Navy absolvierte Nitzkowski ein Masters-Studium an der California State University, Long Beach und schloss als Trainer ab.
Von 1955 bis 1989 war Monte Nitzkowski dann Trainer der Wasserballmannschaft des Long Beach City College und gewann zahlreiche Titel. Zwischen 1967 und 1984 war er zunächst als Assistenztrainer und dann ab 1977 als Cheftrainer für die Auswahl der Vereinigten Staaten verantwortlich. Unter ihm gewann die Nationalmannschaft die olympische Bronzemedaille 1972 in München und die Silbermedaille 1984 in Los Angeles. Nachdem er bereits 1967 (Gold) und 1975 (Silber) als Assistenztrainer bei den Panamerikanischen Spielen mitgewirkt hatte, siegte die Mannschaft 1979 und 1983 mit ihm als Cheftrainer. 1991 wurde Monte Nitzkowski in die International Swimming Hall of Fame aufgenommen. 1999 und 2000 war Nitzkowski noch einmal als Assistenztrainer für die Nationalmannschaft mitverantwortlich, bevor er endgültig seine Trainerkarriere beendete.